# Traun Steelsharks 2019
Questa voce raccoglie le informazioni riguardanti i Traun Steelsharks nelle competizioni ufficiali della stagione 2019.

## Prima squadra

### Roster
| Roster dei Traun Steelsharks (2019) |
| --- |
| Quarterback - 5 John Uribe - 11 Michael Deimek Running Back - 12 Thomas Fallmann - 20 Florian Nöhmeyr - 23 Felix Stadler Wide Receiver - 2 Lukas Pesta - 9 Simon Stockhammer - 14 Mario Winter - 15 Mathias Berghammer - 28 Klaus Mayr - 81 Kenzo Mandl - 82 Michael Schachermayr - 89 Dávid Vörös Tight End - 13 Valentin Leutgeb - 31 Andreas Ronacher Offensive Linemen - 50 Wolfgang Ganhör - 54 Lauritz Brandstätter - 66 Tobias Haslehner - 69 Stefan Schedlberger - 70 Christopher Malaschitz - 75 Bernhard Brixel - 78 Stefan Tscholl Defensive Linemen - 52 Stefan Stöttner DL/OL - 56 David Scheuer DL/OL - 64 Patrick Bonten - 71 Gerald Haslehner - 76 Nico Erlacher DL/OL - 77 Lukas Kopfreiter - 90 Philipp Falkner/DL/OL - 96 Andreas Pirnat Linebacker - 24 Michael Punzenberger - 27 Norbert Gattringer - 39 Alexander Fitzinger - 45 Fabian Altendorfer - 47 Andreas Aufreiter - 51 Patrick Jelinek - 55 Patrick Ronacher - 59 Christian Springer - 95 Simon Bauer Defensive Back - 4 Viktor Steinbrecher - 7 Jürgen Punzenberger - 8 Ilir Djerlek - 10 Maximilian Campregher - 17 James Gales - 18 Christoph Baumgartner - 19 Mario Eder - 21 Maximilian Aelfers - 36 Christian Rechberger - 82 Michael Müller Special Team Coaching staff Jason Tillery (HC) · Roman Niedermayr (OC/WR) · Romo Bonnell (DC) · Hartmut Pötzlberger (OL) · Norbert Baumberger (DL) |

### Austrian Football League 2019

#### Stagione regolare
| Traun 16 marzo 2019, ore 17:00 1ª giornata | Traun Steelsharks | 31 – 52 (10-7 7-7 7-24 7-14) referto | AFC Rangers Mödling | Trauner Stadion (1850 spett.) |

| Vienna 31 marzo 2019, ore 15:00 2ª giornata | Danube Dragons | 45 – 28 (10-7 7-0 7-7 21-14) referto | Traun Steelsharks | Sportplatz Donaufeld (1000 spett.) |

| Traun 6 aprile 2019, ore 17:00 3ª giornata | Traun Steelsharks | 14 – 63 (0-28 0-14 7-14 7-7) referto | Tirol Raiders | Trauner Stadion (1287 spett.) |

| Mödling 22 aprile 2019, ore 15:00 4ª giornata | AFC Rangers Mödling | 75 – 49 (13-7 21-28 13-8 28-6) referto | Traun Steelsharks | Stadion Mödling (500 spett.) |

| Traun 4 maggio 2019, ore 17:00 5ª giornata | Traun Steelsharks | 8 – 56 (0-14 0-28 8-7 0-7) referto | Prague Black Panthers | Trauner Stadion (850 spett.) |

| Traun 18 maggio 2019, ore 16:00 6ª giornata | Traun Steelsharks | 13 – 46 (7-19 0-13 6-14 0-0) referto | Graz Giants | Trauner Stadion (800 spett.) |

| Amstetten 25 maggio 2019, ore 16:00 7ª giornata | Amstetten Thunder | 35 – 47 (14-7 0-7 14-19 7-14) referto | Traun Steelsharks | Umdasch Stadion (900 spett.) |

| Graz 1º giugno 2019, ore 16:00 8ª giornata | Graz Giants | 56 – 21 (21-0 14-7 7-8 14-6) referto | Traun Steelsharks | Stadion Eggenberg |

| Traun 15 giugno 2019, ore 17:00 9ª giornata | Traun Steelsharks | 49 – 19 (14-0 7-7 21-6 7-6) referto | Amstetten Thunder | Trauner Stadion (1788 spett.) |

| Vienna 23 giugno 2019, ore 15:00 10ª giornata | Vienna Vikings | 66 – 37 (21-17 24-7 14-0 7-13) referto | Traun Steelsharks | Hohe Warte Stadion (1000 spett.) |

### Statistiche di squadra
| Competizione      | %Vittorie | In casa | In casa | In casa | In casa | In casa | In casa | In trasferta | In trasferta | In trasferta | In trasferta | In trasferta | In trasferta | Totale | Totale | Totale | Totale | Totale | Totale |
| Competizione      | %Vittorie | G       | V       | N       | P       | Pf      | Ps      | G            | V            | N            | P            | Pf           | Ps           | G      | V      | N      | P      | Pf     | Ps     |
| ----------------- | --------- | ------- | ------- | ------- | ------- | ------- | ------- | ------------ | ------------ | ------------ | ------------ | ------------ | ------------ | ------ | ------ | ------ | ------ | ------ | ------ |
| Stagione regolare | .200      | 5       | 1       | 0       | 4       | 115     | 236     | 5            | 1            | 0            | 4            | 182          | 277          | 10     | 2      | 0      | 8      | 297    | 513    |
| Totale            | .000      | 5       | 1       | 0       | 4       | 115     | 236     | 5            | 1            | 0            | 4            | 182          | 277          | 10     | 2      | 0      | 8      | 297    | 513    |

### Statistiche personali

#### Marcatori
| Giocatore    | Ruolo | TD rush | TD recv | TD int | TD p.ret | TD k.ret | TD oth | Xp1 | Xp2 | FG | Saf | Totale |
| ------------ | ----- | ------- | ------- | ------ | -------- | -------- | ------ | --- | --- | -- | --- | ------ |
| Schachermayr |       | 0       | 3       | 0      | 0        | 1        | 0      | 29  | 0   | 1  | 0   | 56     |
| Stadler      |       | 2       | 6       | 0      | 0        | 0        | 0      | 0   | 2   | 0  | 0   | 52     |
| Berghammer   |       | 0       | 8       | 0      | 0        | 0        | 0      | 0   | 1   | 0  | 0   | 50     |
| Gales        |       | 1       | 1       | 1      | 0        | 3        | 0      | 0   | 0   | 0  | 0   | 36     |
| Winter       |       | 0       | 5       | 0      | 0        | 0        | 0      | 0   | 1   | 0  | 0   | 32     |
| Nöhmayr      |       | 4       | 0       | 0      | 0        | 0        | 0      | 0   | 0   | 0  | 0   | 24     |
| Uribe        |       | 4       | 0       | 0      | 0        | 0        | 0      | 0   | 0   | 0  | 0   | 24     |
| Mandl        |       | 0       | 2       | 0      | 0        | 0        | 0      | 0   | 0   | 0  | 0   | 12     |
| Ronacher     |       | 0       | 1       | 0      | 0        | 0        | 0      | 0   | 0   | 0  | 0   | 6      |
| Baumgartner  |       | 0       | 0       | 0      | 0        | 0        | 0      | 2   | 0   | 0  | 0   | 2      |
| Schedlberger |       | 0       | 0       | 0      | 0        | 0        | 0      | 1   | 0   | 0  | 0   | 1      |

#### Passer rating
| Giocatore    | G | Att | Comp | Int | Yds  | TD | NFL   | NCAA   |
| ------------ | - | --- | ---- | --- | ---- | -- | ----- | ------ |
| Deimek       | 2 | 18  | 11   | 2   | 178  | 2  | 91,67 | 158,62 |
| Uribe        | 9 | 300 | 171  | 9   | 2494 | 24 | 98,39 | 147,23 |
| Putzenberger | 1 | 1   | 1    | 0   | 5    | 0  | 87,50 | 142,00 |

## Seconda squadra

### AFL - Division IV 2019

#### Stagione regolare
| Traun 23 marzo 2019, ore 17:00 1ª giornata | Traun Steelsharks 2 | 60 – 33 (8-7 26-13 20-7 6-6) referto | BSK Ravens | Trauner Stadion |

| Salisburgo 14 aprile 2019, ore 15:00 3ª giornata | Salzburg Bulls 2 | 8 – 33 (0-0 2-18 0-0 6-15) referto | Traun Steelsharks 2 | Bulls Field |

| Traun 11 maggio 2019, ore 17:00 5ª giornata | Traun Steelsharks 2 | 59 – 20 (24-8 22-12 0-0 13-0) referto | Gladiators Ried | Trauner Stadion (700 spett.) |

| 25 maggio 2019, ore 15:00 6ª giornata | Huskies Wels | 24 – 34 (70 10-14 0-0 7-20) referto | Traun Steelsharks 2 |  |

| Traun 15 giugno 2019, ore 14:00 8ª giornata | Traun Steelsharks 2 | 27 – 20 (0-6 7-6 14-8 6-0) referto | Salzburg Bulls 2 | Trauner Stadion |

| Bischofshofen 30 giugno 2019, ore 15:00 9ª giornata | BSK Ravens | 22 – 34 (6-0 0-21 0-10 16-3) referto | Traun Steelsharks 2 | BSK-1933 |

#### Playoff
| 20 luglio 2019, ore 17:00 Semifinale | Traun Steelsharks 2 | 28 – 12 (0-0 14-0 8-6 6-6) referto | Carnuntum Legionaries | (800 spett.) |

| Tillmitsch 28 luglio 2019, ore 15:00 Mission Bowl | Styrian Reavers | 14 – 10 (0-7 0-3 7-0 7-0) referto | Traun Steelsharks 2 | Tillmitsch Sportplatz |

### Statistiche di squadra
| Competizione      | %Vittorie | In casa | In casa | In casa | In casa | In casa | In casa | In trasferta | In trasferta | In trasferta | In trasferta | In trasferta | In trasferta | Totale | Totale | Totale | Totale | Totale | Totale |
| Competizione      | %Vittorie | G       | V       | N       | P       | Pf      | Ps      | G            | V            | N            | P            | Pf           | Ps           | G      | V      | N      | P      | Pf     | Ps     |
| ----------------- | --------- | ------- | ------- | ------- | ------- | ------- | ------- | ------------ | ------------ | ------------ | ------------ | ------------ | ------------ | ------ | ------ | ------ | ------ | ------ | ------ |
| Stagione regolare | 1.000     | 3       | 3       | 0       | 0       | 146     | 73      | 3            | 3            | 0            | 0            | 101          | 54           | 6      | 6      | 0      | 0      | 247    | 127    |
| Playoff           | .500      | 1       | 1       | 0       | 0       | 28      | 12      | 1            | 0            | 0            | 1            | 10           | 14           | 2      | 1      | 0      | 1      | 38     | 26     |
| Totale            | .875      | 4       | 4       | 0       | 0       | 174     | 85      | 4            | 3            | 0            | 1            | 111          | 68           | 8      | 7      | 0      | 1      | 285    | 153    |